# Sedvänja
Sedvänja eller sedvana kallas situationer där något brukar göras av allmän vana eller tradition, utan att detta är bestämt i skriftliga regler. Avvikelse mot sedvänjor är förknippade med milda sociala sanktioner, till exempel skvaller eller undvikande av kontakt. Ordet är relaterat till ord som praxis, gammal hävd och kutym.

## Inom juridik och yrkesliv
Sedvänjan kan inom juridiken i vissa fall ses som en rättskälla och kan då kallas sedvanerätt. Detta är relaterat till begreppet rättspraxis. Sedvänja kan ibland rent av användas som rättskälla genom att någon lag uttryckligen hänvisar till den, såsom den svenska köplagen. Sådana sedvänjor som utvecklats inom en viss bransch och har nått en hög grad av fasthet och stadga inom affärslivet kallas ofta handelsbruk eller branschkutym.
- Högsta domstolen har grundat rätt till renskötsel för sameby på sedvana i NJA 2011 s 109.[3]

Inom straffrätt får det, enligt legalitetsprincipen, inte förekomma något straff utan nedskriven lag: Nulla poena sine lege scripta (inget straff utan nedskriven lag). Förbud måste alltså vara nedskrivna i lagar och antagna enligt vad som föreskrivs i konstitutionella lagar, vilket utesluter sedvanerätt som bas för straff.

## Inom kulturen
Många former av etikettregler och andra koder i social samvaro mellan människor bygger på sedvänja. Seder av detta slag kan skilja sig mycket mellan olika länder och rent av mellan olika orter eller sociala grupper i samma land. Ett ordspråk som har sina motsvarigheter på många språk, säger att man skall "ta seden dit man kommer", så att man när man är gäst hos någon gör så som värdfolket har för vana att göra.